# Liste der Wassertürme in Schleswig-Holstein
Die Liste der Wassertürme in Schleswig-Holstein enthält die Wassertürme im Bundesland Schleswig-Holstein. Sie enthält sowohl stillgelegte Wassertürme als auch solche, die noch in Betrieb sind.
Literatur und Weblinks finden sich in den Hauptartikeln zu den einzelnen Gebäuden.

## Liste
Diese Liste ist sortierbar. In der Voreinstellung sind zunächst die kreisfreien Städte aufgeführt, dann die Kreise in etwa nach der geografischen Lage von West nach Ost.
| Kreis/ kreisfreie Stadt     | Ortschaft / Lage                        | Bild | Bezeichnung                           | Baujahr          | Höhe     | Behälter- volumen | Bemerkungen                                                    |
| --------------------------- | --------------------------------------- | ---- | ------------------------------------- | ---------------- | -------- | ----------------- | -------------------------------------------------------------- |
| Stadt Kiel                  | Auf dem Ravensberg                      |      | Wasserturm auf dem Ravensberg         | 1896             | 34 m     | 1500 m³           | stillgelegt, heute Wohnungen und Tiefgarage                    |
| Stadt Kiel                  | Neumühlen-Dietrichsdorf Masurenring     |      | Wasserturm Dietrichsdorf              | 1905             | 20,5 m   | 200 m³            | stillgelegt, heute zeitweise Ausstellungsräume                 |
| Stadt Kiel                  | Kiel-Wik Rostocker Straße 13            |      | Wasserturm Kiel-Wik                   | 1904             | 34,2 m   | 300 m³            | stillgelegt, heute Wohnungen                                   |
| Stadt Flensburg             | Flensburg-Friesischer Berg Mühlenstraße |      | Alter Wasserturm Flensburg            | 1901–1902        | 29,3 m   | 350 m³            | In Betrieb                                                     |
| Stadt Flensburg             | Flensburg-Mürwik Kelmstraße             |      | Mürwiker Marine-Wasserturm            | 1908             | ca. 30 m | ? m³              | stillgelegt, Umnutzung als Wohnung                             |
| Stadt Flensburg             | Flensburg-Fruerlund Am Volkspark        |      | Wasserturm Flensburg-Mürwik           | 1961             | 35,4 m   | 1500 m³           | In Betrieb, im Sommer auch Aussichtsturm                       |
| Stadt Lübeck                | St. Jürgen, Bei der Wasserkunst         |      | Lübecker Wasserkunst                  | 1867, Umbau 1890 | 29 m     | 2145 m³           | stillgelegt, aber noch betriebsbereit                          |
| Stadt Lübeck                | Moislinger Allee 222                    |      | Wasserturm der Vereinsbrauerei Lübeck | 1907             | ?        |                   | stillgelegt, Abbruch 2017                                      |
| Stadt Neumünster            | Christianstraße                         |      | Wasserturm Neumünster                 | 1899/1900        | 48 m     | 950 m³            | in Betrieb, Druckausgleich und Löschwasserreservoir            |
| Kreis Nordfriesland         | Bredstedt Lornsenstr. 3                 |      | Bahnwasserturm Bredstedt              | 1928             | 24 m     | 140 m³            | stillgelegt, ungenutzt                                         |
| Kreis Nordfriesland         | Husum Marktstr. 2                       |      | Wasserturm Husum                      | 1902             | 33 m     | 350 m³            | stillgelegt, Umnutzung als Büroräume                           |
| Kreis Nordfriesland         | Westerland Industrieweg 14              |      | Bahnwasserturm Westerland             | 1927             | 21,8 m   | 100 m³            | stillgelegt, Umnutzung als Wohnung                             |
| Kreis Dithmarschen          | Brunsbüttel Ostermoorer Straße          |      | Wasserturm Brunsbüttel                | 1911             | 38 m     | 300 m³            | stillgelegt                                                    |
| Kreis Dithmarschen          | Heide (Holstein) Brahmstraße            |      | Wasserturm Heide                      | 1903             | 45,7 m   | 225 m³            | stillgelegt, Umnutzung als Büros und Trauzimmer                |
| Kreis Steinburg             | Glückstadt Bohnstr. 1                   |      | Wasserturm Glückstadt                 | 1891             | 26,5 m   | 400 m³            | stillgelegt, Umnutzung als Restaurant                          |
| Kreis Steinburg             | Hohenlockstedt Am Wasserturm            |      | Wasserturm Hohenlockstedt             | 1901/02          | 24,3 m   | 125 m³            | stillgelegt, Umnutzung als Aussichtsturm                       |
| Kreis Steinburg             | Krempe Am Mühlenberg                    |      | Wasserturm Krempe                     | 1902             | 35,8 m   | 200 m³            | stillgelegt ungenutzt                                          |
| Kreis Steinburg             | Lägerdorf Breitenburger Str. 9          |      | Wasserturm Lägerdorf                  | 1939             | 31,2 m   | 100 m³            | stillgelegt, im Juli 2011 abgerissen                           |
| Kreis Pinneberg             | Elmshorn Jahnstraße                     |      | Wasserturm Elmshorn                   | 1902             | 43,5 m   | 550 m³            | stillgelegt, Umnutzung als Kerzenzieherei                      |
| Kreis Pinneberg             | Pinneberg Peiner Weg 43                 |      | Wasserturm Pinneberg                  | 1912             | 40,9 m   | 300 m³            | stillgelegt, Umnutzung als Wohnung                             |
| Kreis Pinneberg             | Uetersen Birkenallee 28                 |      | Wasserturm Uetersen                   | 1926             | 39,7 m   | 40 m³             | stillgelegt, ungenutzt                                         |
| Kreis Pinneberg             | Wedel Rosengarten 10                    |      | Wasserturm Möller-Wedel               | 1943             | 39 m     | 300 m³            | Firmeneigener Wasserturm, in Betrieb                           |
| Kreis Rendsburg-Eckernförde | Aukrug Bökener Straße                   |      | Wasserturm Aukrug-Böken               | 1907             | 07 m     | 30 m³             | in Betrieb                                                     |
| Kreis Rendsburg-Eckernförde | Groß Vollstedt Am Wasserturm            |      | Wasserturm Groß Vollstedt             | 1925             | 10 m     | 80 m³             | außer Betrieb, für Fledermäuse und Eulen genutzt               |
| Kreis Rendsburg-Eckernförde | Eckernförde Bystedtredder               |      | Wasserturm Eckernförde-Bornbrook      | 1926             | 17 m     | 120 m³            | in Betrieb                                                     |
| Kreis Rendsburg-Eckernförde | Remmels Hörsten                         |      | Wasserturm Remmels                    | 1913             | 11 m     | 20 m³             | in Betrieb                                                     |
| Kreis Rendsburg-Eckernförde | Rendsburg Blenkinsopstraße              |      | Wasserturm Rendsburg (Saatseewerft)   | 1914             | 25,5 m   | 100 m³            | Wasserturm der Saatseewerft, stillgelegt 1991                  |
| Kreis Schleswig-Flensburg   | Schleswig Mühlenredder                  |      | Wasserturm der Fachklinik Schleswig   | 1904–1906        | 30,65 m  | 150 m³            | stillgelegt, für Mobilfunkantennen genutzt                     |
| Kreis Schleswig-Flensburg   | Schleswig Schubystraße                  |      | Wasserturm Schleswig-Nord             | 1909             | 37,3 m   | 300 m³            | in Betrieb, 1958 umgebaut ursprüngliche Höhe: 32,6 m           |
| Kreis Segeberg              | Bad Segeberg Am Kalkberg 8a             |      | Wasserturm Bad Segeberg               | 1907–1910        | 34,6 m   | 200 m³            | stillgelegt, Umnutzung als Wohnung                             |
| Kreis Stormarn              | Westerau Wulmenau                       |      | Wasserturm Wulmenau                   | 1912             | 20 m     | 50 m³             | stillgelegt, ungenutzt                                         |
| Kreis Herzogtum Lauenburg   | Aumühle Bismarckallee 21                |      | Bismarckturm (Aumühle)                | 1898/99          | 27 m     | 90 m³             | stillgelegt, Umnutzung als Gemeindebücherei und -archiv        |
| Kreis Herzogtum Lauenburg   | Büchen Bahngelände                      |      | Bahnwasserturm Büchen                 | 1912             | 14,5 m   | 100 m³            | stillgelegt, 2012 abgerissen                                   |
| Kreis Herzogtum Lauenburg   | Geesthacht Grenzstraße                  |      | Bahnwasserturm Geesthacht             | 1917             | 23,7 m   | 30 m³             | stillgelegt, Wohnnutzung mit Nebengebäude                      |
| Kreis Herzogtum Lauenburg   | Geesthacht Nördliche Elbuferstr.        |      | Wasserturm Krümmel                    | 1917             | 30,7 m   | 780 m³            | stillgelegt, ungenutzt                                         |
| Kreis Herzogtum Lauenburg   | Mölln Auf dem Klüschenberg              |      | Wasserturm Mölln                      | 1911             | 35,5 m   | 223 m³            | stillgelegt, Umnutzung als Museum und Aussichtsturm            |
| Kreis Herzogtum Lauenburg   | Ratzeburg Hindenburghöhe                |      | Wasserturm Ratzeburg Hindenburghöhe   | 1904/1935        | 38 m     | 226 m³            | stillgelegt, ungenutzt                                         |
| Kreis Herzogtum Lauenburg   | Ratzeburg-St. Georgsberg Klopstockweg   |      | Wasserturm St. Georgsberg             | 1927             | 12,2 m   | 75 m³             | ursprünglich mit Windrad zum Betrieb einer Pumpe               |
| Kreis Plön                  | Plön Scharweg                           |      | Wasserturm Plön                       | 1913             | 42,5 m   | 150 m³            | stillgelegt, Umnutzung als Wohnung                             |
| Kreis Plön                  | Preetz Kleine Hufe 3                    |      | Wohnwasserturm Preetz                 | 1929             | 25,2 m   | 150 m³            | stillgelegt, Umnutzung als Vereins- und Jugendzentrum          |
| Kreis Ostholstein           | Stockelsdorf Am Wasserturm 2            |      | Wasserturm Eckhorst                   | 1936/37          | 24,6 m   | 250 m³            | stillgelegt, Umnutzung als Wohnhaus                            |
| Kreis Ostholstein           | Ahrensbök Segeberger Chaussee           |      | Wasserturm Ahrensbök                  | 1976             | 45 m     | 900 m³            | in Betrieb                                                     |
| Kreis Ostholstein           | Eutin Wilhelmstraße 12                  |      | Wasserturm Eutin                      | 1909             | 38 m     | 250 m³            | stillgelegt, Umnutzung für Ausstellungen und als Aussichtsturm |
| Kreis Ostholstein           | Bad Malente Ringstr.25                  |      | Wasserturm Malente                    | 1912             | 38 m     | 142 m³            | stillgelegt, ungenutzt                                         |
| Kreis Ostholstein           | Bad Schwartau Berliner Straße           |      | Wasserturm Bad Schwartau              | 1910             | 34 m     | 200 m³            | stillgelegt, Umnutzung als Firmenarchiv                        |
| Kreis Ostholstein           | Neustadt in Holstein Am Sandberg        |      |                                       | ?                | ?        | ?                 |                                                                |
| Kreis Ostholstein           | Neustadt in Holstein Werftstraße        |      |                                       | ?                | ?        | ?                 | stillgelegt                                                    |